# Devetak (montagne)
Pour les articles homonymes, voir Devetak.
Le Devetak (en serbe cyrillique : Деветак) est une montagne de l'est de la Bosnie-Herzégovine. Il s'élève à une altitude de 1 424 m. Il est situé dans les Alpes dinariques.
Le mont Devetak fait partie du groupe de montagnes de la Bosnie orientale.